# Кеннетт-Сквер (Пенсільванія)
Кеннетт-Сквер (англ. Kennett Square) — місто (англ. borough) в США, в окрузі Честер штату Пенсільванія. Населення — 5936 осіб (2020).

## Географія
Кеннетт-Сквер розташований за координатами 39°50′38″ пн. ш. 75°42′41″ зх. д. / 39.84389° пн. ш. 75.71139° зх. д. (39.843841, -75.711296).  За даними Бюро перепису населення США в 2010 році місто мало площу 2,78 км², з яких 2,76 км² — суходіл та 0,02 км² — водойми.

## Демографія
Згідно з переписом 2010 року, у селищі мешкали 6072 особи в 1982 домогосподарствах у складі 1335 родин. Густота населення становила 2188 осіб/км².  Було 2084 помешкання (751/км²).
Расовий склад населення:
| - 65,7 % — білих - 7,2 % — чорних або афроамериканців - 0,8 % — азіатів - 0,4 % — корінних американців - 22,6 % — осіб інших рас |

До двох чи більше рас належало 3,3 %. Частка іспаномовних становила 48,8 % від усіх жителів.
За віковим діапазоном населення розподілялося таким чином: 25,7 % — особи молодші 18 років, 63,7 % — особи у віці 18—64 років, 10,6 % — особи у віці 65 років та старші. Медіана віку мешканця становила 32,3 року. На 100 осіб жіночої статі у селищі припадало 107,9 чоловіків;  на 100 жінок у віці від 18 років та старших — 106,4 чоловіків також старших 18 років.
Середній дохід на одне домашнє господарство  становив 74 019 доларів США (медіана — 61 892), а середній дохід на одну сім'ю — 79 773 долари (медіана — 72 879). Медіана доходів становила 35 833 долари для чоловіків та 30 398 доларів для жінок. За межею бідності перебувало 12,0 % осіб, у тому числі 22,6 % дітей у віці до 18 років та 5,0 % осіб у віці 65 років та старших.
Цивільне працевлаштоване населення становило 3267 осіб. Основні галузі зайнятості: сільське господарство, лісництво, риболовля — 32,7 %, освіта, охорона здоров'я та соціальна допомога — 14,9 %, науковці, спеціалісти, менеджери — 8,8 %, мистецтво, розваги та відпочинок — 8,6 %.